# Jean-Michel Henry
Jean-Michel Henry (n. 14 decembrie 1963, Marsilia, Franța) este un scrimer francez, medaliat olimpic. A participat la 4 ediții ale Jocurilor Olimpice (1984, 1988, 1992, 1996) în care a câștigat o medalie de aur și o medalie de bronz.